# Šalúm
Šalúm (hebrejsky: שַׁלּוּם‎, Šalum), v českých překladech Bible přepisováno též jako Sallum, byl v pořadí patnáctým králem Severního izraelského království. Jeho jméno se vykládá jako „Nahrazený“. Dle názoru moderních historiků a archeologů vládl okolo roku 747 př. n. l. Podle kroniky Davida Ganse by však jeho kralování mělo spadat do roku 3154 od stvoření světa neboli do rozmezí let 608–607 před naším letopočtem. V Druhé knize králů je uvedeno, že kraloval pouhý 1 měsíc, a sice ve 39. roce vlády judského krále Uzijáše. Pak byl ubit jistým Menachémem, který usedl v Samaří na izraelský trůn místo něj.